# Дрос, Кристиан
Кристиан Дрос (рум. Cristian Dros; род. 15 апреля 1998, Бельцы) — молдавский футболист, полузащитник клуба «Эльбасани» и национальной сборной Молдовы.

## Карьера

### «Бэлць»
Воспитанник футбольной академии клуба «Бэлць». В 2014 году начал тренироваться с основной командой. Дебютный матч игрока состоялся 28 ноября 2014 года против кишинёвской «Дачии». Футболист смог закрепиться на остаток сезона в основном составе, появившись на поле в 7 матчах, результативными действиями не отличившись. По итогу сезона вместе с клубом остановился на 9 итоговом месте.
Новый сезон футболист начал с матча 15 августа 2015 года против кишинёвской «Дачии», где вышел на замену на 77 минуте. Затем футболист на протяжении всего сезона оставался игроком скамейки запасных. Летом 2016 года футболист также продолжил тренироваться с основной командой клуба, однако на протяжении сезона лишь единожды вышел на поле 28 февраля 2017 года в матче против кишинёвской «Академии». Свой первый матч в молдавской Суперлиге сыграл 10 сентября 2017 года против клуба «Сфынтул Георге», выйдя на замену на 76 минуте. Свой дебютный гол за клуб забил 30 сентября 2017 года в матче против клуба «Сперанца». Затем футболист смог закрепиться в основной команде клуба, став одним из ключевых игроков стартового состава.
К новому сезону футболист готовился с основной командой как один из ключевых игроков. Первый матч в сезоне сыграл 14 апреля 2018 года против клуба «Зимбру», выйдя на замену на 81 минуте. Затем с мая 2018 года футболист вновь смог закрепиться в основной команде клуба. В июле 2018 года футболист вместе с клубом отправился на квалификационные матчи Лиги Европы УЕФА. Дебютировал в рамках еврокубкового турнира 19 июля 2018 года в матче против польского клуба «Гурник». Первым результативным действием за клуб отличился 22 сентября 2018 года в матче против тираспольского «Шерифа», отдав голевую передачу. По окончании сезона вместе с клубом занял последнее место в турнирной таблице. Затем футболист покинул клуб.

### «Поли» Тимишоара
В январе 2019 года игрок начал тренироваться с румынской командой «Поли» из Тимишоары и вскоре подписал контракт. Дебютировал за клуб 23 февраля 2019 года в матче против клуба «Лучафэрул». Футболист быстро смог закрепиться в основной команде румынского клуба.
Новый сезон за клуб начал с матча 3 августа 2019 года против клуба «Миовени». Первым результативным действием за клуб отличился 9 ноября 2018 года в матче против клуба «Чиксереда», отдав голевую передачу. На протяжении сезона футболист оставался игроком стартового состава. По окончании сезона покинул клуб.

### «Спартак» Юрмала
В июле 2020 года перешёл в юрмальский «Спартак». Дебютировал за клуб 27 июля 2020 года в матче против рижского клуба «Метта». Футболист вскоре смог закрепился в основной команде латвийского клуба. Первым результативным действием за клуб смог отличился 20 сентября 2020 года в ответном матче против клуба «Метта», отдав голевую передачу. По итогу дебютного сезона футболист отличился за клуб 2 результативными передачами.
Новый сезон начал с матча 13 марта 2021 года против клуба «Даугавпилс». В следующем матче 20 марта 2021 года против клуба «Метта» футболист отличился своей первой результативной передачей. За первую половину сезона футболист сыграл за клуб в 11 матчах в рамках латвийского чемпионата.

#### Аренда в «Славию-Мозырь»
В июле 2021 года отправился в аренду в мозырьскую «Славию». Дебютировал за клуб 18 июля 2021 года в матче против «Ислочи». Первым результативным действием за клуб футболист отличился 29 августа 2021 года в матче против «Слуцка», отдав голевую передачу. На протяжении сезона футболист был одним из ключевых игроком клуба. По окончании сезона мозырский клуб попал в стыковые матчи за сохранение места в высшем дивизионе страны против «Крумкачей».

### «Славия-Мозырь»
В январе 2022 года футболист перешёл в мозырскую «Славию» на постоянной основе, за сумму порядка 45 тысяч евро. Первый матч за клуб сыграл 20 марта 2022 года против борисовского БАТЭ, выйдя на замену на 64 минуте. В следующем матче 3 апреля 2022 года против «Гомеля» отличился своим дебютным забитым голом. По ходу сезона футболист был одним из основных игроков стартового состава. Отличился по забитому голу и результативной передаче в рамках Высшей лиги.
Новый сезон начал с матча Кубка Белоруссии 5 марта 2023 года против «Слуцка». Первый матч в чемпионате сыграл 17 марта 2023 года против «Минска», выйдя на поле в стартовом составе. Первым голом в сезоне футболист отличился 26 августа 2023 года в матче против «Сморгони». На протяжении сезона футболист был одним из ключевых игроков мозырского клуба, отличившись забитым голом и 2 результативными передачами. По итогу сезона футболист вместе с клубом завершил чемпионат на итоговом седьмом месте.
В январе 2023 года появилась информация, что футболист может перейти в израильский «Хапоэль» Кфар-Сава. Новый сезон за клуб футболист начал 15 марта 2024 года с матча против могилёвского «Днепра», выйдя на поле в стартовом составе.

### «Эльбасани»
В июле 2024 года перешёл в албанский клуб «Эльбасани»

## Международная карьера
Выступал за юношеские и молодёжные сборные Молдавии на квалификациях к Чемпионату Европы до 17 лет, 19 лет и 21 года.
В 2020 году был вызван в национальную сборную Молдавии. Первый матч за сборную сыграл в товарищеском поединке против Швеции. Также сыграл в матчах отбора на Чемпионат Мира 2022, однако занял последнее место в группе.